# Takt op.
takt op.는 DeNA 와 반다이 남코 뮤직 라이브의 미디어 믹스 프로젝트다.
음악이 사라진 세계를 무대로 하여 클래식 음악 등 유명한 악곡·가곡의 힘이 깃든 소녀들인 무지카트(연주자)와 그들을 이끄는 컨덕터(지휘자)가 D2라는 괴수와 싸우는 것이 기본 세계관이다.
2021년 애니메이션으로 《takt op.Destiny》가 방송되었고 2023년에는 게임 《takt op. 운명은 새빨간 선율의 거리를》이 발매되었다.